# Hans Abrahamsen
Hans Abrahamsen (Copenhague, 23 de diciembre de 1952) es un compositor danés, vinculado al movimiento de la Nueva Simplicidad.
El primer contacto con la música de Abrahamsen fue en el colegio donde tocaba la trompa. Estudió teoría musical en la Real Academia Danesa de Música. Su música está inspirada en la de sus profesores de composición, Per Nørgård y Pelle Gudmundsen-Holmgreen. En los años 80 se sintió muy vinculado, humana y estilísticamente, a György Ligeti.
Los críticos engloban la música de Abrahamsen dentro del movimiento de la Nueva Simplicidad, que surgió en los años 60 como reacción a la complejidad y supuesta aridez de la música centroeuropea de vanguardia, simbolizada en la que se defendía en la Escuela de Darmstadt. En Abrahamsen los postulados de Darmstadt se tradujeron en obras de expresión muy sencilla (por ejemplo, en su obra orquestal Skum (Espuma, 1970). Su estilo pronto fue cambiando y desarrollándose, al principio con influencias del Romanticismo (como en su obra Nacht und Trompeten, -Noche y trompetas, 1981-) y luego, tras una década en la que apenas compuso, con una estética ya personal. A esta nueva etapa corresponden obras como un concierto de piano escrito para su esposa, Anne-Marie Abildskov o su obra de cámara Schnee (Nieve), donde la sobriedad de su música llega al extremo. Su ópera The Snow Queen fue encargada y estrenada por el Teatro Real Danés en 2019.

## Ciclo de cancionesLet me tell you
Su ciclo de canciones Let me tell you, para soprano y orquesta, está basado en una novela corta de Paul Griffiths, quien a su vez se inspira en el personaje de Ofelia de la obra Hamlet de Shakespeare. Fue estrenada el 21 de diciembre de 2013 por la Orquesta Filarmónica de Berlín, la cantante Barbara Hannigan (a quien está dedicada la obra) y el director Andris Nelsons. El estreno de esta obra en los Estados Unidos (enero de 2016) corrió a cargo de la Orquesta de Cleveland dirigida por Franz Welser-Möst, de nuevo con Barbara Hannigan como solista vocal.
Abrahamsen ganó con esta obra el Premio Grawemeyer de 2016, dotado con 100 000 dólares.

## Obras selectas
- Rundt Og Imellem (1971, 1976), para quinteto de metales.
- Cuarteto de cuerda n.º 1, 10 Preludios (1973, versión orquestal de 2010).
- Winternacht (1976–78), para conjunto de instrumentos.
- Walden (1978), para quinteto de viento.
- Cuarteto de cuerda n.º 2 (1981).
- Nacht und Trompeten (1981), para orquesta de cámara.
- Marchenbilder (1984), para conjunto de instrumentos.
- Lied in Fall (1987), para violonchelo y trece instrumentos.
- Hymne, para violonchelo o viola (1990).
- Concierto para piano (1999-2000.
- Schnee (2006–08), para gran conjunto de instrumentos.
- Cuarteto de cuerda n.º 3 (2008).
- Doble concierto (2011), para violín, piano y cuerda.
- Cuarteto de cuerda n.º 4 (2012).
- Let me tell you (2013), para soprano y orquesta.
- Left, alone (2015), para piano (tocado con la mano izquierda) y orquesta.